# 蘇我蝦夷
蘇我 蝦夷（そが の えみし）は、飛鳥時代の政治家・貴族。大臣として権勢を振るうが、乙巳の変で自害した。

## 生涯
蘇我馬子の子で、母は物部守屋の妹・太媛（「先代旧事本紀』によると母は物部贄子の娘・物部鎌足姫大刀自連公）。
『紀氏家牒』によると、物部守屋の滅亡後に母・太媛の影響で石上神宮の神主家を下僕としたとされる。
推古天皇末年から皇極天皇の御代にかけて大臣として権勢をふるった。推古天皇の崩御後、皇位継承者の選定に当たり、（日本書紀では）そのような発言はなかったものの「推古天皇の遺勅」であるとして田村皇子を舒明天皇として即位させた。有力な皇位継承の候補者としては、田村皇子と山背大兄王がいたが、山背大兄王を推薦した叔父の境部摩理勢を殺害した。『日本書紀』はこれを蝦夷の専横の一つに数えるが、山背大兄王が皇位継承を望まれなかったのは、山背大兄王が用明天皇の2世王に過ぎず、既に天皇位から離れて久しい王統であったからであり、加えて、このような王族が、斑鳩と言う交通の要衝に多数盤踞して、独自の政治力と巨大な経済力を擁しているというのは、天皇や蘇我氏といった支配者層全体にとっても望ましいことではなかった。父・馬子の死後、蘇我氏に対する内外の風当たりが強くなる中で、皇族や諸豪族との融和を重視して、蘇我氏との血縁関係のない舒明天皇を即位させたという説もある。
舒明天皇の崩御後は皇極天皇を擁立した。
皇極天皇元年（642年）には、百済の義慈王に追放された百済の王族とその従者を「畝傍の家」に呼んで国際情勢を聞き出し、かれらを「百済の大井の家（大倭の百済大井宮あるいは河内国錦部郡百済郷）」に移住させた。蝦夷は彼らを倭王権の中枢か蘇我氏の河内における地盤に置いたのであり、その優遇ぶりがうかがえる。こういった措置は、百済の怒りを買うことにはなろうが、蝦夷は百済寄りの偏った外交ではなく、高句麗や新羅なども含め、それぞれと等距離を確保した外交を志向していた。
同年に、蝦夷は父祖の地である葛城の高宮に祖廟を造り、『論語』八佾篇によれば、臣下が行ってはならないとされる八佾の舞を舞わせたという。これは蘇我氏の「専横」の一例とされるが、近年の研究では、八佾の舞とは『論語』の中の存在であり、『日本書紀』でこの語が用いられているのは単なる修飾であるとされ、以上の出来事は単に蝦夷が父祖の地で祖先を祀る祭祀を行ったことを示す記事に過ぎないと指摘されている。
また、上の記事に続き、蝦夷と入鹿が自分達の寿墓（橿原市菖蒲町で発見された五条野宮ヶ原1・2号墳か）を造営し、「陵」と呼ばせ、国中の民、部曲、さらに上宮王家の壬生部を造営に使役したことが記され、蘇我氏の「専横」の一例とされるが、近年の研究によれば、この記事も『礼記』や『晋書』などの漢籍が多く引用されていることなどから、実態はかなり異なるもの（臣下としての立場を超えないもの）であったと考えられている。
皇極2年（643年）には、蝦夷が非公式に「紫冠」を入鹿に授け、大臣（オホマヘツキミ）としたとされ、蘇我氏の「専横」の一例とされるが、近年の研究によれば、蘇我氏内部の氏上の継承はあくまで氏族内部の問題であり、冠位十二階から独立した存在である「紫冠」は、蘇我氏内部で継承したとしても何ら問題はなかったとされる。
皇極3年（644年）には、蝦夷と入鹿が甘樫丘に邸宅を並べ立て、これを「上の宮門」、「谷の宮門」と称し、入鹿の子供を「王子」と呼ばせ、蝦夷の畝傍山の東の家（橿原市大久保町の橿原遺跡か）も含め、これらを武装化したとされ、蘇我氏の「専横」の一例とされるが、近年の研究によれば、「宮門」や「王子」という呼称は『日本書紀』の文飾であり、専横を示す記事と考える必要はないとされる。緊迫の度を増している東アジア国際情勢を考えれば、国政を司る蝦夷や入鹿が、飛鳥の西方の防御線である甘樫丘や、飛鳥への入り口である畝傍山東山麓の防備を固めるということは、施政者として当然の措置であり、これらのことは蘇我氏主導による国防強化という政策であったことが考えられる。なお、「上の宮門」、「谷の宮門」のどちらかとされる甘樫丘東麓遺跡からは、飛鳥板蓋宮を見下ろすことはできない。
皇極4年（645年）に天皇の御前で入鹿が暗殺されると、蝦夷の許に与する者が集まったが、翌日入鹿の屍を前にして、蝦夷は邸宅に火をかけ、自害した（乙巳の変）。蝦夷と入鹿の一門は皆殺しにされ、蘇我本家は一度滅びた。
『日本書紀』によれば、『天皇記』はこの時に失われ『国記』は船恵尺が火中の邸宅から持ち出して、難を逃れた。後に中大兄皇子に献上されたとあるが、共に現存しない。

蘇我氏略系図 SVGで表示（対応ブラウザのみ）

大津（現在の泉大津市）に別宅があったという。

## 名称
『日本書紀』では蘇我蝦夷、通称は豊浦大臣（とゆらのおおおみ）。『上宮聖徳法王帝説』では「蘇我豊浦毛人」。蝦夷の精強な印象を良いイメージとして借用した名前である（小野毛人や佐伯今毛人、鴨蝦夷らも「えみし」を名として使用している）。蝦夷は蔑称であり、毛人が本名との説があるが「蝦夷」も「毛人」も同じ対象を指す。
『紀氏家牒』によると、家の蔵に武器を揃えていたので武蔵大臣とも呼ばれたとされる。
『先代旧事本紀』によると、「入鹿連公」と呼ばれたとされるが、実際にそう呼ばれていたのか、それとも蘇我入鹿と混同されたのかは不明。

## 物部大臣
物部大臣は、飛鳥時代の豪族。蘇我蝦夷の子。蘇我入鹿の弟。蝦夷により入鹿が大臣とされた際、その弟を外祖父の氏である「物部大臣」としたとされる。

## 蘇我蝦夷を描いた作品
小説
- 『斑鳩王の慟哭』（黒岩重吾、中央公論社、1995年）

漫画
- 『日出処の天子』（山岸凉子、白泉社、1980年 - 1984年）